# Enoletni pelin
Enoletni pelin, pogosto tudi sladki pelin (znanstveno ime Artemisia annua; kitajsko: 青蒿; pinjin: qīnghāo), je pogosta vrsta pelina na severnem Kitajskem, raznesena tudi drugod po zmerno toplem pasu. Ta močno dišeča rastlina je postala na Zahodu cenjena zaradi števinih zdravilnih lastnosti, predvsem vsebnosti učinkovine artemizinin, ki je uporabna za zdravljenje malarije in raka.

## Slici
1. ↑  The Plant List Artemisia annua L.
2. ↑  Flora of China Vol. 19, 20 and 21 Page 523 Sweet Annie, sweet sagewort, armoise annuelle Artemisia annua Linnaeus, Sp. Pl. 2: 847. 1753.
3. ↑  Flora of China Vol. 20-21 Page 691 黄花蒿 huang hua hao Artemisia annua Linnaeus, Sp. Pl. 2: 847. 1753
4. ↑  Flora of Pakistan
5. ↑  Altervista Flora Italiana, Assenzio annuale Artemisia annua L.[mrtva povezava]